# Alienoid
Alienoid (coreà: 외계+인 1부; RR: Oegye+in 1bu; lit. Alien+Humà Part 1) és una pel·lícula d'acció de ciència-ficció de Corea del Sud del 2022 dirigida per Choi Dong-hoon, protagonitzada per Ryu Jun-yeol, Kim Woo- bin i Kim Tae-ri. La pel·lícula representa una història extraordinària que es desenvolupa a mesura que s'obren les portes del temps entre el difunt Goryeo i el present el 2022, quan apareixen els extraterrestres.} Es va estrenar el 20 de juliol de 2022 en formats IMAX i 4DX. La continuació, Alienoid: Return to the Future, s'estrenà el 10 de gener de 2024. Ha estat subtitulada al català.

## Repartiment
- Ryu Jun-yeol com a Mureuk, un mestre espadatxí maldestre i taoista que intenta adquirir la Fulla Divina.[5]
- Kim Woo-bin com a Guàrdia, un ésser sobrenatural que gestiona i escorta presoners alienígenes.[6]
- Kim Tae-ri com a Yi-an, una dona que dispara un tron.[5] Viatja per tot el país per trobar la Fulla Divina mentre porta una pistola.[7]
- Choi Yu-ri com a Yi-an de jove.[8]
- So Ji-sub com a Moon Do-seok, un detectiu que és perseguit per extraterrestres.[9]
- Yum Jung-ah com a Heug-seol, un mag de Samgaksan.[10]
- Jo Woo-jin com a Cheong-woon, un mag de Samgaksan.[11]
- Kim Eui-sung com a Ja-jang, un home emmascarat que vol la Fulla Divina.[11]

## Producció
El rodatge va començar el març de 2020. Tant la primera com la segona part es van rodar simultàniament durant 13 mesos i va concloure l'abril de 2021. Va tenir lloc a Andong, província de Gyeongsang del Nord. El cost de producció de fer les dues parts es va estimar en 40.000 milions de wons.